# Susanne von Nathusius

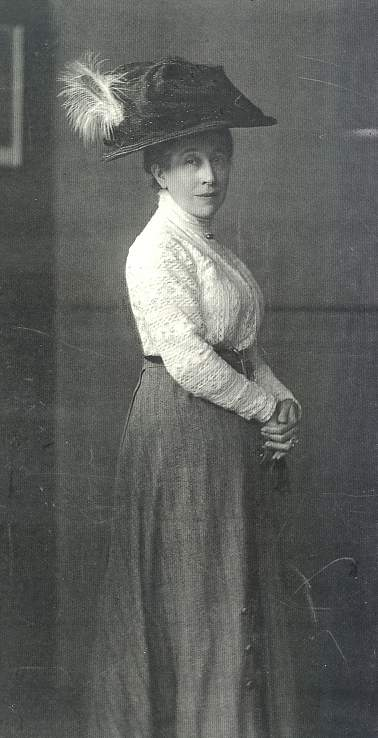
Susanne von Nathusius,
ca. 1910

Susanne Philippine von Nathusius (* 2. Mai 1850 in Königsborn; † 30. Dezember 1929 in Nietleben bei Halle an der Saale) war eine Porträtmalerin in Halle und Paris. Sie wurde mehrfach für ihre Werke ausgezeichnet.

## Leben
Susanne von Nathusius war das dritte von sechs Kindern des Wilhelm von Nathusius und seiner Frau Marie, geb. Meibom. Sie wuchs in großzügigen Verhältnissen im väterlichen Schloss in Königsborn auf und wurde von Hauslehrern unterrichtet.
Später studierte sie an der Königlichen Kunstschule in Berliner bei Professor Gottlieb Biermann und erhielt Unterricht von Karl Stauffer-Bern. Künstlerisch wurde sie auch durch Julius Jacob gefördert.
Nathusius verkehrte in den Berliner Künstlerkreisen der Zeit, sie war regelmäßiger Gast im Haus der Bildhauer-Brüder Karl und Reinhold Begas. Ihre Studien setzte sie später in Paris an der Académie Julian fort. Ihre wichtigsten Lehrer in den Pariser Ateliers waren Jean-Paul Laurens, Emile Auguste Carolus-Duran und Jean Jacques Henner. Bei einem Studienaufenthalt in Florenz vertiefte sie sich in die Arbeiten von Raffael.
Nathusius arbeitete seit ihrer Studienzeit in Berlin als Bildnis- und Figurenmalerin, mit einem Schwerpunkt auf der Porträtmalerei. Die ererbte finanzielle Unabhängigkeit ließ ihr Freiheit bei der Annahme von Aufträgen. Nach Ausstellungserfolgen in Berlin und Paris fand sie Auftraggeber in diesen beiden Städten, besonders aber wurde Halle (Saale) ihr Wirkungsfeld.
1880 erfolgte neben Künstlern wie Anton von Werner, Karl Friedrich Lessing, Otto Kirberg, Hermann Eschke, Rudolf Siemering und Otto Strützel die Teilnahme an einer Ausstellung der Königlichen Akademie der Künste mit einer Kopfstudie. Gemeinsam mit Adelaide von Leuhusen, Hermione von Preuschen, Eduard Cohen, Gustav Fürst und Friedrich August Fraustadt stellte sie 1880 ein zweites Mal in Berlin aus. Mit einem Herren-Porträt nahm sie an der Berliner Internationalen Kunst-Ausstellung, veranstaltet vom Verein Berliner Künstler anlässlich seines fünfzigjährigen Bestehens, 1891 teil.
1893 wurde ein Werk von Nathusius bei der Columbischen Weltausstellung in Chicago im Frauengebäude ausgestellt. Auch wurden ihre Bilder auf Ausstellungen im Pariser Grand Salon gezeigt. Anlässlich der Pariser Weltausstellung im Jahr 1900, in deren Rahmen auch eine Kunstausstellung mit Konferenzen/Seminaren veranstaltet wurde, hielt Nathusius einen Vortrag zu Zeichentechniken.
Mit Beginn des Ersten Weltkrieges musste Nathusius 1914 nach 26 Jahren ihr Atelier in Paris aufgeben. Sie lebte von nun an ständig in Halle; ihr dortiges Atelier richtete sie im Advokatenweg ein. Während des Krieges gründete sie im Rahmen der Nationalen Frauenarbeit eine Uniformnähstube, die Soldatenfrauen und Witwen Erwerbsmöglichkeit bot.
Nach längerem Aufenthalt in der Pflegeanstalt Nietleben bei Halle starb sie dort 1929. Beerdigt wurde sie auf dem Friedhof Menz in der Nähe von Magdeburg; der Grabstein wurde nach späterer Einebnung des Menzer Friedhofes auf den Familienfriedhof in Althaldensleben verbracht.

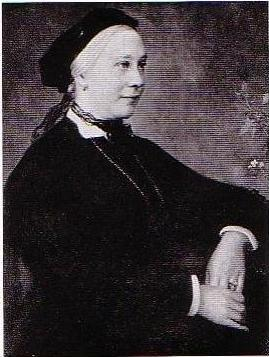
Johanne Nathusius, Gemälde von Susanne von Nathusius, gemalt 1905 anlässlich der Einweihung des Johannenhofs der Neinstedter Anstalten

## Werk
Neben Landschafts- und Figurenstudien entwickelte Nathusius besonderes Interesse und Fertigkeit beim Porträt, manchmal mit einem Einschlag ins Genrehafte. Ihre Malweise wurde als elegant und ausgeglichen in der Abstimmung der Farbenwerte in der Komposition beschrieben. Erkennbar sei der Versuch, den seelischen Gehalt einer Persönlichkeit in das Bildnis zu bannen. Dekorative Elemente und Farbe seien nur Begleitmomente dieser wichtigsten Vorgabe gewesen.
Gemälde (Auswahl)
- Porträt Willibald Beyschlag (Professor für Praktische Theologie an der Universität Halle), Öl auf Leinwand, 78×65 cm
- Porträt August Friedrich Pott (Sprachforscher und Professor an der Universität Halle), posthum 1902, Öl auf Leinwand, 93×74 cm
- Porträt Ernst von Stern (Theologe und Rektor der Universität Halle), 1925, Öl auf Leinwand, 89 × 67 cm. Die Gemälde der drei Gelehrten hängen im Historischen Sessionssaal der Martin-Luther-Universität Halle-Wittenberg[11]
- Mutter und Kind, Darstellung einer verhärmten Frau, die bei Lampenschein den Arm um ihren kleinen Sohn legt, vor sich liegend eine aufgeschlagene Bibel, Ankauf eines Magdeburger Museums[1]
- Porträt Gottlieb von Haeseler, 1901. Befindet sich heute vermutlich in der Gemälde-Sammlung des Landesmuseums Mainz
- Hallorenbild, im Alten Rathaus von Halle an der Saale, dessen Ruine nach dem Krieg abgerissen wurde[2]
- Porträt Johanne Philippine Nathusius (Mitgründerin der Neinstedter Anstalten), 1881, im Besitz der Evangelischen Stiftung Neinstedt[12]
- Porträt Hallore Teller, 1907, Öl auf Leinwand, 200 × 150 cm, und Blonder Knabe, 1901, Öl auf Leinwand, 100 × 68,5 cm, beide im Kunstmuseum Moritzburg Halle (Saale) in der Moritzburg in Halle (Saale).[13] Die Gemälde wurden im Rahmen der Sammlungspräsentation Wege der Moderne. Kunst in Deutschland 1900 bis 1945 gezeigt[14]
- Porträt Frau Anna Zachariae, Ehefrau des Theodor Zachariae (Indologe und Experte für Sanskrit an der Universität Halle), 1899[13], befindet sich in Privatbesitz
- Porträt William Smoult Playfair, 1882, Sammlung Royal College of Physicians, London
- Porträt-Serie (6 Gemälde) zu Familienangehörigen der Familie des in Halle ansässigen Holzhändlers Otto Weihmann. Das Porträt von Charlotte Weihmann entstand 1910 und befindet sich im Stadtmuseum Halle[9]

Auszeichnungen

Für ihr Bild Gevatter Christoph wurde Nathusius die silberne Medaille des Pariser Salons verliehen. Bei dem Werk handelt es sich um die Darstellung eines thüringischen Schusters, der nach Feierabend zufrieden am offenen Fenster sitzend eine Pfeife raucht.